# ハイチ人の一覧
ハイチ人の一覧
この項目では、ハイチ共和国の特筆されるべき出身者を列挙する。

## 芸術家
- ジャン＝ミシェル・バスキア - 画家
- ジェラール・ジャン＝バティスト - バスキアの父
- リゴー・ブノワ
- ジャック＝アングラン・グルグ
- アレクサンドル・グレゴワール
- エクトール・イポリット
- フィロメ・オバン
- ミシェル・マテリ - 後に大統領
- プロスペール・ピエール＝ルイ
- ペティオン・サヴァン

## アスリート
- ヨアキム・アルシン、カナダのプロボクサー
- ジョスメル・アルティドール、サッカー選手
- アンドレ・ベルト、アメリカのプロボクサー
- サミュエル・ダランベール、バスケットボール選手
- クィンシー・ドゥビー、ハイチ系米国人バスケットボール選手
- ルビー・ドリスカ
- デュドレー・ドリヴァル、米国生まれのハイチ人陸上選手
- マリオ・エリー、アメリカのバスケットボール選手
- ネイサ・エティエンヌ、テニス選手
- ナディーヌ・フォースタン＝パルケール、陸上選手
- シャド・ガスパール プロレスラー
- ジョー・ガエティエン、サッカー選手
- ジョナサン・ヴィルマ、NFL選手
- ダヴィン・ジョセフ
- ウィリアム・ジョセフ (アメリカンフットボール)
- ゴスデール・シェリルス
- ルイ・デルマ
- ヴェルナール・モレンシー
- マクス・ジャン＝ギレ
- クリフ・アブリル
- エルヴィス・デュメルヴィル
- リッキー・ジャン・フランソワ
- スタンリー・アルノー
- ラシャド・ジャンティ
- ダンソニー・バティスト
- ジャック・セザール
- スティーヴ・オクタヴィアン
- ピエール・ギャルソン
- ジェロ・ラヴェントゥール、サッカー選手
- ジョルジュ・ララク、ホッケー選手
- ダヴィド・ロワソー、格闘技の達人
- オリヴィエ・オセアン、サッカー選手
- ジャン＝フィリップ・ペゲーロ、サッカー選手
- オルデン・ポリニース
- ブルニー・スリン、カナダの陸上競技選手
- ウンディ・ピエール・ルイ
- シルヴィオ・カトール、男子陸上競技選手
- ジョー・ゲイジェンズ（英語版）、サッカー選手
- デュセル・バット、プロレスラー/総合格闘家/アンドレ・ベルトの父
- ルイス・シネ、NFL選手

## 作家
- リラ・M・アルフォンス
- カール・ブルアール
- エドウィージ・ダンティカ
- ルネ・ドゥペストル

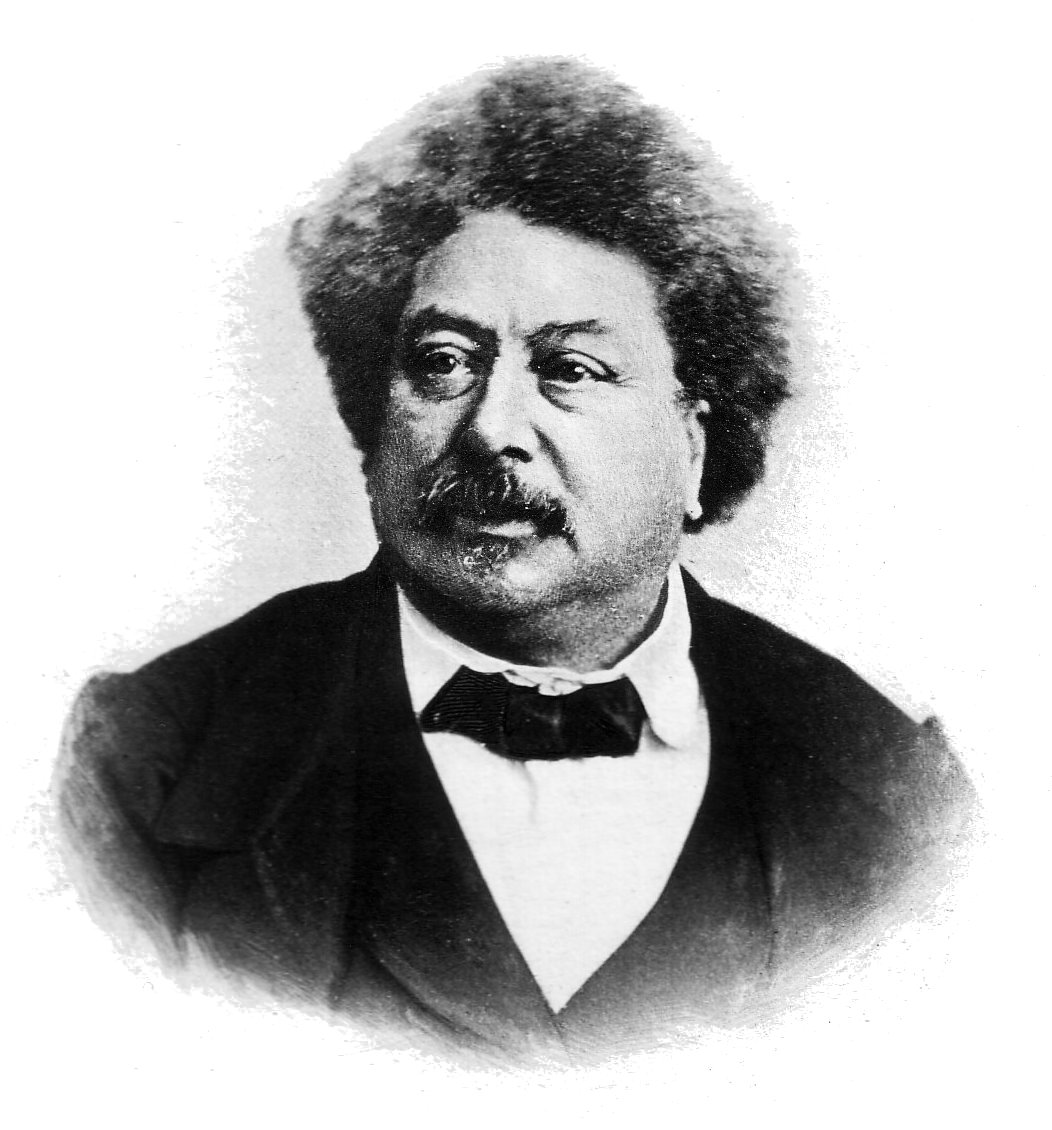
アレクサンドル・デュマ・ペール

- ジャン・ドミニク - 殺害されたジャーナリスト
- ロジェ・ドルサンヴィル
- アレクサンドル・デュマ・ペール
- フランケチエンヌ
- ダニー・ラファリエール
- ジャック・ルーモン
- ニック・ストーン (作家)
- エマニュエル・アルベール

## 歴史上の人物
- ジョン・ジェームズ・オードゥボン
- ベノワ・バトラヴィユ
- トマ＝アレクサンドル・デュマ
- ジョルジュ・ビアスー
- デュティ・ブークマン
- ジャン＝ピエール・ボワイエ
- アンリ・クリストフ

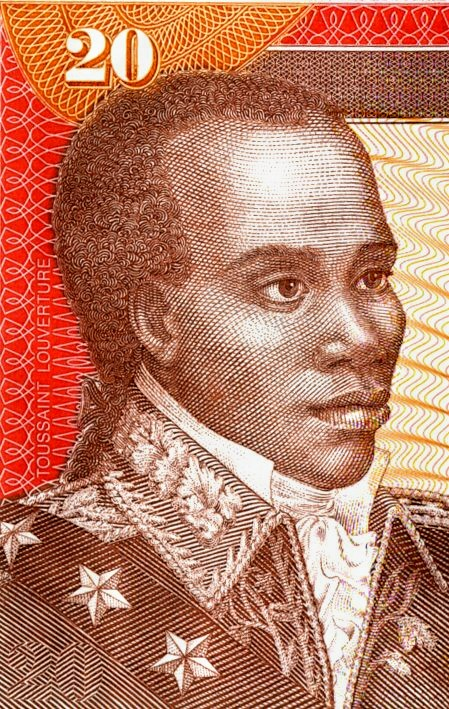
トゥーサン・ルーヴェルチュール

- ジャン＝ジャック・デサリーヌ - 初代ハイチ元首
- ジャン＝バプティスト・ポワント・ドゥ・サーブル、
- ジャン・フランソワ
- ジャノー
- トゥーサン・ルーヴェルチュール - ハイチ革命の指導者
- フランソワ・マカンダル
- ヴァンサン・オジェ
- シャルルマーニュ・ペラルト - アメリカ海兵隊の侵略に抵抗したハイチの愛国者の指導者
- アレクサンドル・ペション - 初代ハイチ大統領
- ジュリアン・レモン
- シルヴァン・サルナーヴ

## 軍事指導者
- ラウル・セドラ
- ルイ＝ジョデル・シャンブラン
- エマニュエル・コンスタン
- ファブル・ジェフラール
- フィリップ・ゲリエ
- ポール・マグロワール
- フォースタン・スールーク

## 演劇、映画、映像関係者
- ガブリエル・ウニオン、女優
- マリアンヌ・ジャン＝バプティスト、テレビ女優(Without a Trace)
- ギャルセル・ボーヴェ、テレビ女優(NYPD Blue)
- ダイアナ・ベネ
- アレクス・デセール、俳優
- ダフィーヌ・ドゥフレ・サミュエル、女優 (Passions)
- スーザン・フォール＝ヒル、女優/テレビプロデューサー(The Cosby Show)
- エロル・イスラエル、映画ディレクター
- ジミー・ジャン＝ルイ、俳優
- ハンス・パトリック・ドムルカン、ディレクター/プロデューサー
- ジョルジュ・フレデリク・アンブロワス、俳優
- ラウール・ペック、映画ディレクター
- ジョセフィーヌ・プレミス

## 音楽家と歌手
- トト・ビセンツェ、ハイチのフォーク歌手
- アレクサンドル＝カロリーヌ・ブランシュ
- マノー・シャルルマーニュ
- レジーヌ・シャサーヌ
- DJフー・キッド
- ショー・ゾー、ラッパー
- トニー・ヤヨ、ラッパー
- ニコラス・ジェフラール
- ジャン・ジェンセール・アンリ
- ケリー・ジェームス、フランスのラッパー
- ウイクリフ・ジャン、フージースの歌手

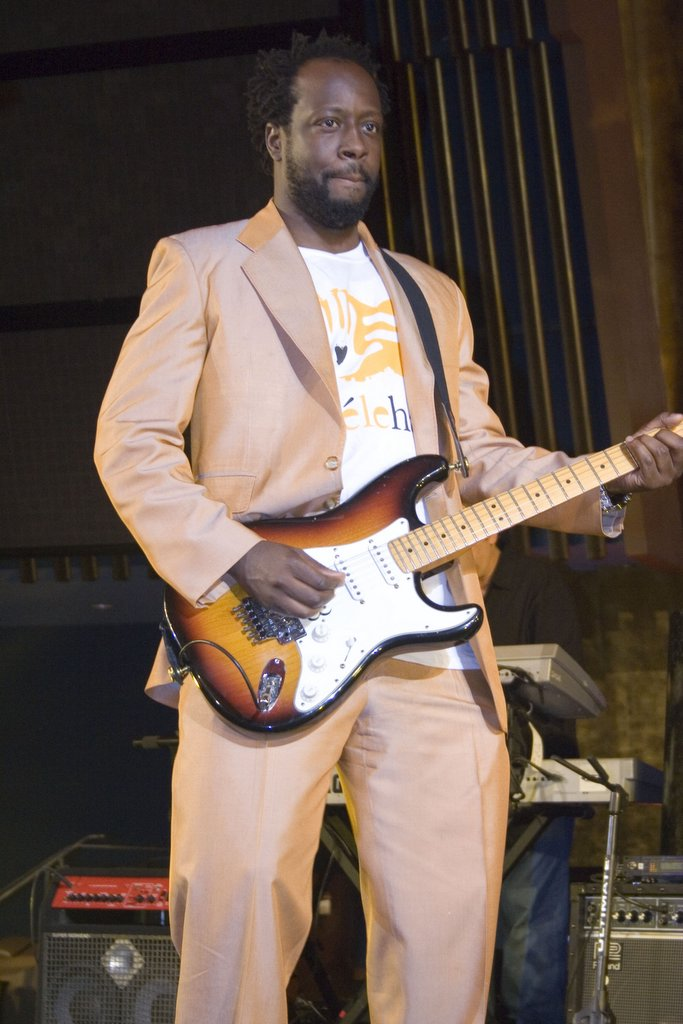
ウイクリフ・ジャン

- ジョルジュ・リス・エラール、歌手/ラッパー、クレオール語ラップの父
- ニュ・スター、ラッパー、歌手
- ジャン・ジャン＝ピエール 作曲家、ミュージシャン、プロデューサー、Carnegie Hall
- ダヴィド・ジュード・ジョリコール、ド・ラ・ソウルのラッパー
- カンゴル・キッド、ラッパー
- エド・ルイ、ミュージシャン
- MCティー、ラッパー
- ラック・メルヴィル
- B.Boyオメガ、ラッパー、ミュージシャン
- プラス・ミシェル、フージースの歌手
- アリビ・モンターナ、フランスのラッパー
- エムラント・モルス
- デリサ・ニュートン
- ドーン・アンジェリーク・リシャール
- パストール・トロイ
- メルキー・セドック
- スミッティ、ラッパー
- スウィート・ミッキー、ミュージシャン
- ヘイシャン・フレッシュ、ラッパー
- ミュジオン、フランスのラップグループ
- アンシー・デロス、ミュージシャン
- ヨール・デロス、歌手
- ジョアンヌ・ボルゲーリャ シンガーソングライター、俳優
- ジャック・フィリップ・フラデル パーカショニスト

## 特筆されるべき人物
- ジャン・バプティスト・ポワン・ドゥ・サーブル
- マルリー・セセウス
- ジョセフ・ラロシュ
- ジェラール・A・アルフォンス
- エデン・デスバ
- ローズ・マリー・トゥーサン
- ラルフ・ジル
- レギー・フィルゼム
- ミシェル・モレール
- ピエール・レロイ
- パトリック・ガスパール
- アントワーヌ・イズメリー
- ジェラール・ジャン＝ジュスト
- アブニール・ルイマ
- アミロワ・メタジェール
- バトゥール・メタジェール
- エヴァンス・ポール
- ジェラール・A・アルフォンス
- シモーヌ・デュヴァリエ
- ティロン・エドモン、モデル
- アンドレ・アペー
- マルリーヌ・バスティアン
- マール・バジン
- ジャック・ベルナール
- シャルルマーニュ・ペラルト
- ギュイ・フィリップ
- エマニュエル・カジュスト、Koze Kreyol founder
- ピエール＝リシャール・プロスペール
- シャルル・テール・ウェイマン
- ミルドール・トルーリョ
- ルイ・ウィリアム・ヴァレンティン・ドゥブール
- レジナール・ヴィクトール＝ルイ
- T-VICE
- フランソワ・セドワ
- ヘイシャン・バビ
- パトリック・ジェルモン、MD
- ジャン＝クロード・ヴィヴェン
- ザ・ヘイシャン

## 政治家
- エラール・アブラーム
- ボニファス・アレクサンドル

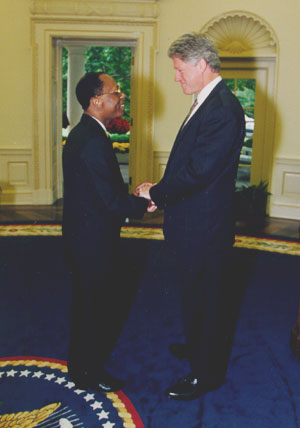
ジャン＝ベルトラン・アリスティド

- ジャック＝エドゥワール・アレクシス、ハイチ首相 (2006年 -)
- ピエール・ノール・アレクシス
- ジャン＝ベルトラン・アリスティド、元大統領
- プロスペール・アヴリル
- ジャック・ベルナール
- ロサルヴォ・ボボ
- ミシェル・ピエール・ルイ
- ジャン＝マリー・シェルスタ
- ジャン・レナール・クレリスム
- フランソワ・デュヴァリエ
- ジャン＝クロード・デュヴァリエ
- デュマルス・エスティーム
- エミリー・ジョナサン
- ロベール・マルヴァル
- レスリー・マニガ
- スマルク・ミシェル
- アンリ・ナンフィー
- イヴォン・ネプチューン
- ノルマ・ジャン＝クロード・フォルテ
- ジェラール・ラトルチュ
- ステニオ・ヴァンサン
- クローデット・ウェルレー
- フィリップ・ブルートゥス、初のハイチ系フロリダ州議員
- ジョナス・プチ
- ジェラール・ピエール＝シャルル
- ローズ・ピエール＝ルイ、マンハッタン副区長官
- ルネ・ガルシア・プレヴァル、ハイチ大統領（2006年-）
- アンドレ・リゴー
- ジャック・ロメン
- リシウス・サルモン
- ダニー・トゥーサン
- ミシェル・ジャン、カナダ総督
- マリー・サン・フルール
- リンダ・ドルセナ・ドリー
- ヨリー・ロベールソン
- クワメ・ラウール
- ジャン・ジュディ
- マシュー・ユージェニー
- ノラミー・ジャスミン

## 医師
- フランソワ・デュヴァリエ
- ギュイ・テオドールMD、FACS、General Surgeon、Haiti、Pignon

## ジャーナリスト
- ジャン・ドミニク
- エデン・デスバス / HAITIDABORD

## ラジオ・ホスト
- ピエール・リシャール・カドー、ニューヨーク市
- ジャン・ロベール・プラシド （モントリオール、カナダ）
- ミゲル・ロメン(DJ Mingolove)（ゴナイーヴ・ポルトープランス（ハイチ）、マイアミ（フロリダ州）
- フェリクス・ラミー（ポルトープランス）
- ルクネル・デシール（ポルトープランス、ハイチ）
- ジョー・ダマス（ポルトープランス、ハイチ）
- ジョルジ・リス・エラール （ポルトープランス）
- ベルニエ・シルヴァン(BS) ポルトープランス（ハイチ）、モントリオール（カナダ）
- ラルフ・デリー （ハイチ、マイアミ、ニューヨーク）

## ハイチ系外国人

### アメリカ合衆国
- ジョジー・アルティドール
- ワイクリフ・ジョン
- エドウィージ・ダンティカ
- W・E・B・デュボイス
- ジャン＝ミシェル・バスキア
- レジナルド・フィサメィ
- アンドレ・ベルト

### カナダ
- ヨアキム・アルシン
- ミカエル・ジャン
- ブルニー・スリン
- サミュエル・ダレンバート
- メリッサ・ラヴォー
- デビッド・ロワゾー

### フランス
- アレクサンドル・デュマ・ペール

### 日本
- 大坂なおみ　アメリカを拠点に活動する日本国籍のテニス選手。父親がハイチ出身、母親が北海道出身の日本人。